# Monte Mucchio di Pietre
Il monte Mucchio di Pietre (770 m s.l.m.) è una montagna delle Alpi Liguri; si trova al confine tra la provincia di Savona e quella di Imperia.

## Descrizione

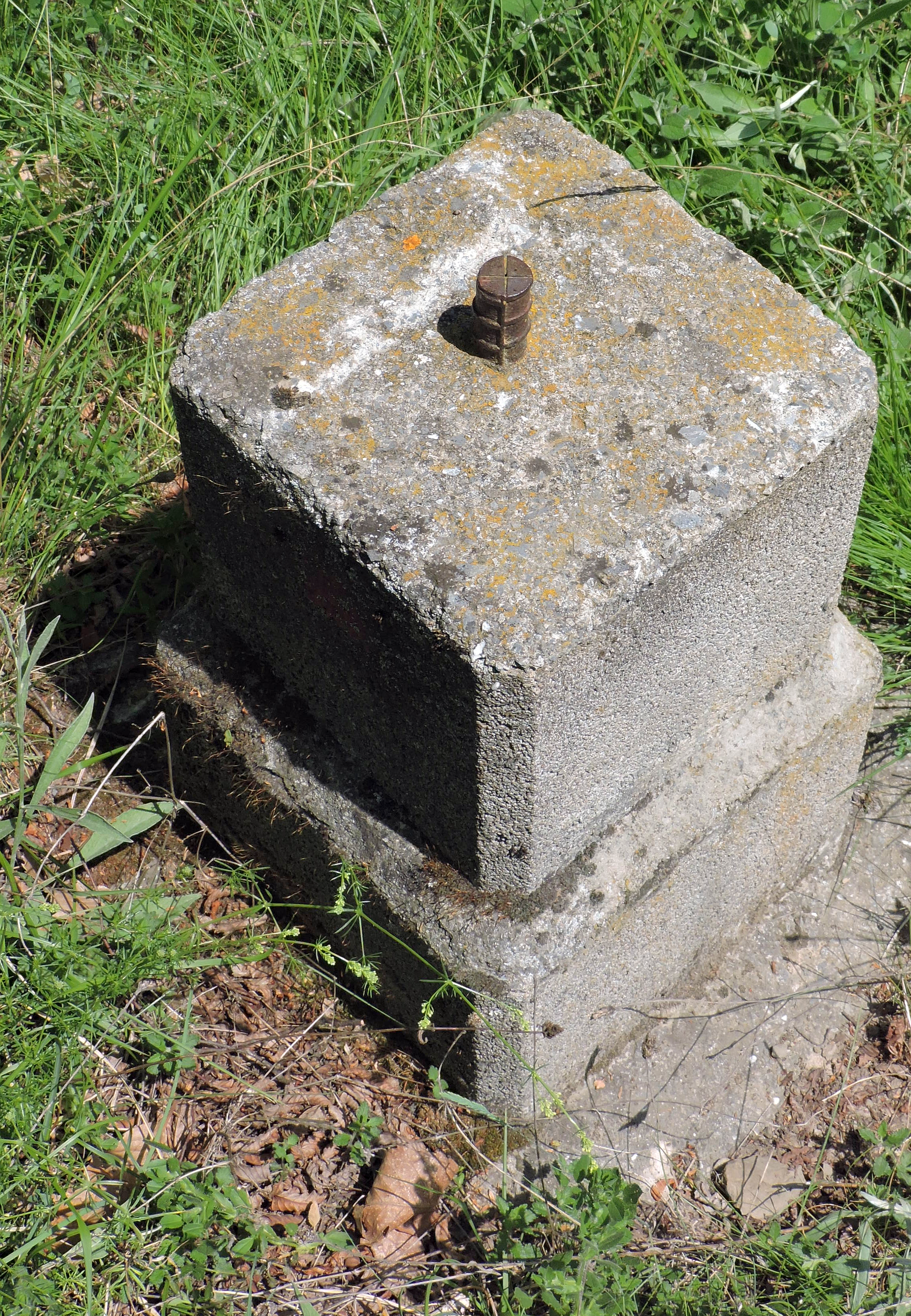
Il pilastrino in cemento sulla cima

La montagna ha una discreta importanza idrografica in quanto si trova alla convergenza delle vallate di tre torrenti: l'Arroscia (a nord), il Lerrone (a sud-est) e l'Impero (a sud-ovest). Verso ovest lo spartiacque Arroscia/Impero, con alcuni saliscendi, prosegue fino al colle San Bartolomeo, mentre in direzione nord-est il crinale Lerrone/Arroscia scende a una sella a 651 metri prima di risalire al Monte Boschetto (831 m). Lungo il costolone che divide la valle del Lerrone da quella dell'Impero si incontrano infine il monte Verderi (747 m) e il monte Vagie (715 m) prima che la quota scenda ai 683 m del Passo del Ginestro. Da un punto di vista amministrativo il monte Muchio di Pietre ricade per la sua parte occidentale in comune di Cesio (IM) e per quella orientale nel comune di Casanova Lerrone (SV)..

## Storia
Nei pressi del monte Mucchio di Pietre venne combattuta nel 1800 una cruenta battaglia nella quale un contingente dell'esercito Austro-piemontese sconfisse le truppe repubblicane francesi nel corso di un tentativo di rioccupare la zona occidentale della Liguria. Gli Austriaci riuscirono poi a scendere su Oneglia, mentre i francesi dovettero ripiegare verso Nizza. Alla battaglia è dedicata una gara podistica chiamata Cinque miglia Napoleonica, che si corre in estate a Cesio e passa nei pressi della cima del monte.

## Accesso alla cima
Si può salire al Monte Mucchio di Pietre per sentiero seguendo il crinale dal passo del Ginestro, con percorsi valutati di una difficoltà escursionistica E. Altri sentieri collegano la montagna con Cesio e con l'alta valle Arroscia.